# John Robert Osborn
John Robert Osborn (Foulden, 2 gennaio 1899 – Hong Kong, 19 dicembre 1941) è stato un militare canadese.
Viene ricordato per il gesto estremo che egli fece durante la battaglia di Hong Kong: si gettò sopra una granata nemica per impedire la morte dei suoi compagni, provocando la sua. Dopo quest'episodio, ha ricevuto la Victoria Cross, la più alta onorificenza militare assegnata per il valore "di fronte al nemico", diventando il primo canadese e unico durante la battaglia di Hong Kong, ad aver ottenuto tale onorificenza, usata ancora oggi in alcuni paesi del Commonwealth e in alcune ex colonie dell'Impero britannico.

## Biografia
John è nato nel Regno Unito. Combatté nella prima guerra mondiale con la Royal Naval Reserve e nel 1920 si trasferì in Canada, lavorando come contadino e, nel 1933, si unì ai Winnipeg Grenadiers un reggimento di fanteria dell'esercito canadese, che oggi non esiste più. Nel settembre 1939, iniziò la seconda guerra mondiale, i Winnipeg Grenadiers furono chiamati come guarnigione in Giamaica. Nell'ottobre 1941, i Winnipeg Grenadiers raggiungessero l'allora possedimento coloniale britannico di Hong Kong per ordini britannici di potenziare la guarnigione per contrastare i giapponesi. I Winnipeg Grenadiers riuscirono a conquistare una collina nemica, ma ben presto l'avanzata giapponese iniziò a farsi sentire, questa aprì un varco nella linea difensiva, costringendo John e il suo gruppo alla ritirata. Mentre il gruppo si ricongiungeva alla compagnia, John tenne impegnati i nemici da solo e allo stesso tempo aiutava chi era rimasto indietro. Nel pomeriggio, la situazione divenne critica: i canadesi furono completamenti circondati dalla potente armata giapponese. I giapponesi, si avvicinarono e iniziarono a lanciare granate ma, il coraggioso John le prendeva immediatamente in mano e le lanciava via, sfortunatamente, arrivò una granata impossibile da prendere e lanciare via in tempo in quanto troppo lontana e fu allora che prese la decisione di sacrificarsi per i suoi compagni: senza pensarci due volte, spinse via un amico e si gettò sulla granata e morì all'istante. La maggior parte del gruppo venne catturata dai nipponici e il 25 dicembre, i giapponesi vinsero la battaglia. Oggi, ad Hong Kong, è presente una statua di Jonh Robert Osborn.